# Нижний Турунъю
Нижний Турунъю (коми Улыс Турунъю) — поселок в составе сельского поселения Кажым Койгородского района Республики Коми. Численность населения посёлка на 2023 год — 4 человека.

## Географическое положение
Поселок расположен примерно в 28 километрах на восток от центра сельсовета поселка Кажым и примерно в 59 километрах на восток-юго-восток от районного центра села Койгородок.

## Климат
Климат умеренно-континентальный с наименее суровыми условиями. Лето короткое, средняя продолжительность безморозного периода 102 дня, зима длинная, холодная, с устойчивым снежным покровом. Средняя годовая температура воздуха составляет 1 ºС. Среднемноголетнее количество годовых осадков 622 мм.

## История
Основан в 1951 году как лагерный пункт № 30 Вятского ИТЛ на 95 километре ведомственной Гайно-Кайской железной дороги. Посёлок был построен в месте, благоприятном для заготовки древесины. К местам лесозаготовок в восточном направлении была построена Вислянская узкоколейная железная дорога, на которой расположились три подкомандировки 30-го лагпункта: Висляны 1-е, Висляны 2-е, Висляны 3-и. Первоначально посёлок административно подчинялся Кировской области. Однако 28 декабря 1959 г. пос. Нижняя Турунья в числе других посёлков-лагпунктов был передан в состав Койгородского района Коми АССР и вошёл во вновь образованный Верхнетуруньинский сельсовет. Несмотря на формальную передачу посёлка в состав Коми АССР, фактически он, как и другие населенные пункты Вятского ИТЛ, остался в подчинении Кировской области. В 1968 году лагпункты были преобразованы в исправительно-трудовые колонии (ИТК), в Нижней Турунье была создана ИТК № 30 строгого режима. В Нижнем Турунъю размещался также штаб воинской части № 6667 охранного назначения. В посёлке имелась: средняя школа с интернатом, детский сад, ясли, клуб, библиотека, больница, столовая, гостиница, баня, магазины. На базе средней работала вечерняя школа. На зоне ИТК-30 работала средняя школа, а также техническое училище, которое проводило подготовку специалистов из числа осужденных. В посёлке проживало в 1963 году — 942 чел., в 1970 году — 1618 чел., в 1979 году — 1160 чел. Основная часть жителей — это сотрудники ОИТК, 30-й колонии, служащие в штабе полка, в батальоне, а также их семьи. В 1977 году название населенного пункта было изменено на Нижний Турунъю. С 27 марта 1978 года посёлок стал центром Нижнетурунъюского сельского совета.
В 1990-е гг. упали объёмы производства. В 1996 году колония строгого режима была преобразована в колонию-поселение № 30, с лимитом наполнения 300 человек. В 2005 году преобразована в колонию-поселение № 24, которая была закрыта в 2011 году. После этого железная дорога в районе поселка была разобрана (пассажирское сообщение с Кировской областью прекратилось ещё раньше — в 2009 году). Численность населения посёлка начиная с конца 1980-х гг. сокращалась: в 1989 году было 667 жителей, из них 68 % русские; в 1992 году — 555 жителей; в 1995 — 403 жителя. В связи с сокращением населения средняя школа в 1994 году была преобразована в основную, а в 2014 году закрыта. В настоящее время посёлок имеет транспортное сообщение по автодорогам с районным и республиканским центром.

## Население
В 2002 году было учтено 186 постоянных жителей (79 % русские). В 2010 году 173 постоянных жителя. В 2018 — 51 человек.